# Санкт Мориц
Санкт Мо̀риц  (на немски: Sankt Moritz, на реторомански San Murezzan, на френски: Saint-Maurice – Сен Морѝс, на италиански: San Maurizio – Сан Маурѝцио) е курортен град и община в Източна Швейцария. Намира се в най-големия кантон на страната Граубюнден, единствено в който от ок. 40 хил. души се говори (наред с немския) ретороманският език романш.
Наречен е на св. Мавриций, който е включен в герба на града. Първите сведения за града като населено място датират от около 1137 – 1139 г.
Разположен е на северния бряг на едноименното езеро Санкт Мориц на 85 км на югоизточно от град Кур и на около 20 км от границата с Италия. Населението му е 5148 души по данни от преброяването през 2008 г. Има жп гара.

## Спорт
Санкт Мориц е домакин на зимните олимпийски игри през 1928 г. и 1948 г.